# 1. Fußball-Club Nürnberg Verein für Leibesübungen 2007-2008
Questa voce raccoglie le informazioni riguardanti l'1. Fußball-Club Nürnberg Verein für Leibesübungen nelle competizioni ufficiali della stagione 2007-2008.

## Stagione
Nella stagione 2007-2008 il Norimberga, allenato da Thomas von Heesen, concluse il campionato di Bundesliga al 16º posto e retrocesse in 2. Bundesliga. In Coppa di Germania il Norimberga fu eliminato al secondo turno dal Carl Zeiss Jena. In Coppa di Lega il Norimberga fu eliminato in semifinale dallo Schalke 04. In Coppa UEFA il Norimberga fu eliminato ai sedicesimi di finale dal Benfica.

## Rosa
| N. |                      | Ruolo | Calciatore          |
| -- | -------------------- | ----- | ------------------- |
| 29 | Rep. Ceca (bandiera) | P     | Jaromír Blažek      |
| 18 | Germania (bandiera)  | P     | Daniel Klewer       |
| 1  | Germania (bandiera)  | P     | Alexander Stephan   |
| 27 | Francia (bandiera)   | D     | Jacques Abardonado  |
| 3  | Australia (bandiera) | D     | Michael Beauchamp   |
| 4  | Brasile (bandiera)   | D     | Gláuber             |
| 2  | Danimarca (bandiera) | D     | Lars Jacobsen       |
| 30 | Germania (bandiera)  | D     | Michael Kammermeyer |
| 25 | Argentina (bandiera) | D     | Javier Pinola       |
| 28 | Germania (bandiera)  | D     | Dominik Reinhardt   |
| 16 | Germania (bandiera)  | D     | Ralf Schmidt        |
| 23 | Australia (bandiera) | D     | Matthew Špiranović  |
| 5  | Germania (bandiera)  | D     | Andreas Wolf        |
| 22 | Germania (bandiera)  | C     | Marco Engelhardt    |
| 6  | Rep. Ceca (bandiera) | C     | Tomáš Galásek       |

| N. |                                 | Ruolo | Calciatore         |
| -- | ------------------------------- | ----- | ------------------ |
| 34 | Germania (bandiera)             | C     | Lukas Kling        |
| 24 | Germania (bandiera)             | C     | Peer Kluge         |
| 15 | Danimarca (bandiera)            | C     | Jan Kristiansen    |
| 11 | Slovacchia (bandiera)           | C     | Marek Mintál       |
| 10 | Bosnia ed Erzegovina (bandiera) | C     | Zvjezdan Misimović |
| 36 | Tunisia (bandiera)              | C     | Jawhar Mnari       |
| 37 | Germania (bandiera)             | C     | Sebastian Szikal   |
| 21 | Australia (bandiera)            | C     | Dario Vidošić      |
| 17 | Germania (bandiera)             | A     | Nicky Adler        |
| 32 | Croazia (bandiera)              | A     | Leon Benko         |
| 9  | Grecia (bandiera)               | A     | Aggelos Charisteas |
| 19 | Rep. Ceca (bandiera)            | A     | Jan Koller         |
| 13 | Russia (bandiera)               | A     | Ivan Saenko        |
| 33 | Slovacchia (bandiera)           | A     | Róbert Vittek      |
| 26 | Germania (bandiera)             | A     | Christoph Weber    |

## Organigramma societario
Area tecnica
- Allenatore: Thomas von Heesen
- Allenatore in seconda: Michael Oenning
- Preparatore dei portieri: Adam Matysek
- Preparatori atletici: Andreas Beck (calciatore), Andreas Schlumberger, Günter Jonczyk

## Risultati

### Bundesliga

#### Girone di andata
| Arbitro: | Gagelmann |

|  |           |                 |
|  | Marcatori | 44’, 74’ Hajnal |

| Arbitro: | Kempter |

|             |           |                       |
| Orestes 63’ | Marcatori | 16’ Galásek 25’ Kluge |

| Arbitro: | Meyer |

|  |           |            |
|  | Marcatori | 69’ Harnik |

| Arbitro: | Kircher |

|                     |           |          |
| Sørensen 15’ (rig.) | Marcatori | 85’ Wolf |

| Arbitro: | Schmidt |

|                          |           |                |
| Misimović 60’ Mintál 89’ | Marcatori | 12’, 39’ Hanke |

| Arbitro: | Kinhöfer |

|                   |           |  |
| van der Vaart 53’ | Marcatori |  |

| Arbitro: | Gagelmann |

|                   |           |                           |
| Mintál 73’ (rig.) | Marcatori | 40’ Kießling 76’ Barnetta |

| Arbitro: | Fandel |

|                             |           |                              |
| Šesták 43’, 66’ Mięciel 62’ | Marcatori | 40’, 60’ Kluge 81’ Misimović |

| Arbitro: | Rafati |

|                           |           |  |
| Toni 31’, 81’ Roberto 40’ | Marcatori |  |

| Arbitro: | Weiner |

|                                                                 |           |              |
| Charisteas 20’ Mintál 50’, 64’ Misimović 54’ (rig.) Kennedy 82’ | Marcatori | 12’ Takahara |

| Arbitro: | Kinhöfer |

|                                               |           |                      |
| Charisteas 30’ (aut.) Grafite 34’ Dejagah 67’ | Marcatori | 54’ (rig.) Misimović |

| Arbitro: | Fandel |

|  |           |           |
|  | Marcatori | 25’ Gómez |

| Arbitro: | Schmidt |

|                                  |           |          |
| Kauf 64’ Wichniarek 76’ Zuma 90’ | Marcatori | 43’ Wolf |

| Arbitro: | Rafati |

|                            |           |  |
| Galásek 10’ Charisteas 90’ | Marcatori |  |

| Arbitro: | Merk |

|           |           |  |
| Grlić 72’ | Marcatori |  |

| Arbitro: | Meyer |

|                             |           |                  |
| Charisteas 5’ Misimović 39’ | Marcatori | 65’ Lustenberger |

| Arbitro: | Weiner |

|                                   |           |                |
| Asamoah 14’ Engelhardt 35’ (aut.) | Marcatori | 55’ Charisteas |

#### Girone di ritorno
| Arbitro: | Kinhöfer |

|                         |           |  |
| Eichner 66’ Kennedy 74’ | Marcatori |  |

| Arbitro: | Gräfe |

|            |           |          |
| Koller 19’ | Marcatori | 28’ Rahn |

| Arbitro: | Meyer |

|                           |           |  |
| Rosenberg 30’ Klasnić 82’ | Marcatori |  |

| Arbitro: | Drees |

|                |           |              |
| Engelhardt 58’ | Marcatori | 59’ Sørensen |

| Arbitro: | Kempter |

|                         |           |               |
| Bruggink 29’ Huszti 65’ | Marcatori | 52’ Misimović |

| Norimberga 9 marzo 2008, ore 17:00 CET 23ª giornata | Norimberga | 0 – 0 referto | Amburgo | easyCredit-Stadion (44 900 spett.)\| Arbitro: \| Schmidt \| |
| Arbitro:                                            | Schmidt    |               |         |                                                             |

| Arbitro: | Weiner |

|                                                      |           |               |
| Haggui 6’ Gláuber 56’ (aut.) Gkekas 59’ Kießling 82’ | Marcatori | 12’ Misimović |

| Arbitro: | Rafati |

|              |           |           |
| Misimović 9’ | Marcatori | 5’ Šesták |

| Arbitro: | Gräfe |

|               |           |              |
| Misimović 44’ | Marcatori | 81’ Podolski |

| Arbitro: | Gagelmann |

|         |           |                                         |
| Fink 3’ | Marcatori | 18’ Charisteas 49’ Vittek 83’ Misimović |

| Arbitro: | Wagner |

|                              |           |  |
| Cacau 3’ Silva 13’ Meira 32’ | Marcatori |  |

| Arbitro: | Seemann |

|            |           |  |
| Koller 79’ | Marcatori |  |

| Arbitro: | Weiner |

|                       |           |                             |
| Mintál 29’ Saenko 39’ | Marcatori | 47’ Wichniarek 59’ Bollmann |

| Dortmund 2 maggio 2008, ore 20:30 CEST 31ª giornata | Borussia Dortmund | 0 – 0 referto | Norimberga | Signal Iduna Park (70 500 spett.)\| Arbitro: \| Drees \| |
| Arbitro:                                            | Drees             |               |            |                                                          |

| Arbitro: | Gagelmann |

|                          |           |  |
| Charisteas 9’ Pinola 32’ | Marcatori |  |

| Arbitro: | Rafati |

|             |           |  |
| Raffael 74’ | Marcatori |  |

| Arbitro: | Fandel |

|  |           |                 |
|  | Marcatori | 20’, 60’ Bordon |

### Coppa di Germania
| Arbitro: | Frank |

|  |           |                                                       |
|  | Marcatori | 9’, 52’, 80’ Vittek 38’ Misimović 42’, 56’ Charisteas |

| Arbitro: | Seemann |

|                                         |                      |                                            |
| Torghelle 56’ Müller 114’               | Marcatori            | 13’ Misimović 95’ Kennedy                  |
| Müller Werner Oniani Charalambides Maul | Tiri di rigore 5 – 4 | Misimović Kennedy Reinhardt Mintál Galásek |

### Coppa di Lega
| Arbitro: | Drees |

|                 |           |                                                           |
| Vittek 20’, 73’ | Marcatori | 38’ K'obiashvili 43’ Ernst 45’ Løvenkrands 58’ Westermann |

### Coppa UEFA
| Norimberga 20 settembre 2007, ore 20:45 CEST Primo turno - andata | Norimberga | 0 – 0 referto | Rapid Bucarest | easyCredit-Stadion (40 066 spett.)\| Arbitro: \| Malek \| |
| Arbitro:                                                          | Malek      |               |                |                                                           |

| Arbitro: | Ingvarsson |

|                       |           |                         |
| Césinha 15’ Lazăr 90’ | Marcatori | 22’ Kluge 55’ Misimović |

#### Fase a gruppi
| 8 novembre 2007 1ª giornata |  | – turno di riposo |  |  |

| Arbitro: | Mallenco |

|  |           |                                |
|  | Marcatori | 83’ (rig.) Arteta 88’ Anichebe |

| Arbitro: | Královec |

|                          |           |                          |
| Pogrebnjak 76’ Ionov 79’ | Marcatori | 25’ Charisteas 84’ Benko |

| Arbitro: | Johannesson |

|                 |           |              |
| Mintál 83’, 85’ | Marcatori | 29’ de Zeeuw |

| Arbitro: | Kaldma |

|            |           |                                      |
| Kožlej 11’ | Marcatori | 44’ Saenko 57’ Mintál 73’ Charisteas |

#### Fase ad eliminazione diretta
| Arbitro: | Tudor |

|              |           |  |
| Makukula 43’ | Marcatori |  |

| Arbitro: | Bebek |

|                           |           |                          |
| Charisteas 59’ Saenko 66’ | Marcatori | 89’ Cardozo 90’ Di María |

## Statistiche

### Statistiche di squadra
| Competizione      | Punti | In casa | In casa | In casa | In casa | In casa | In casa | In trasferta | In trasferta | In trasferta | In trasferta | In trasferta | In trasferta | Totale | Totale | Totale | Totale | Totale | Totale | DR  |
| Competizione      | Punti | G       | V       | N       | P       | Gf      | Gs      | G            | V            | N            | P            | Gf           | Gs           | G      | V      | N      | P      | Gf     | Gs     | DR  |
| ----------------- | ----- | ------- | ------- | ------- | ------- | ------- | ------- | ------------ | ------------ | ------------ | ------------ | ------------ | ------------ | ------ | ------ | ------ | ------ | ------ | ------ | --- |
| Bundesliga        | 31    | 17      | 5       | 7       | 5       | 21      | 18      | 17           | 2            | 3            | 12           | 14           | 33           | 34     | 7      | 10     | 17     | 35     | 51     | -16 |
| Coppa di Germania | -     | 0       | 0       | 0       | 0       | 0       | 0       | 2            | 1            | 1            | 0            | 8            | 2            | 2      | 1      | 1      | 0      | 8      | 2      | +6  |
| Coppa di Lega     | -     | 1       | 0       | 0       | 1       | 2       | 4       | 0            | 0            | 0            | 0            | 0            | 0            | 1      | 0      | 0      | 1      | 2      | 4      | -2  |
| Coppa UEFA        | -     | 4       | 1       | 2       | 1       | 4       | 5       | 4            | 1            | 2            | 1            | 7            | 6            | 8      | 2      | 4      | 2      | 11     | 11     | 0   |
| Totale            | -     | 22      | 6       | 9       | 7       | 27      | 27      | 23           | 4            | 6            | 13           | 29           | 41           | 45     | 10     | 15     | 20     | 56     | 68     | -12 |

### Andamento in campionato
| Giornata  | 1  | 2  | 3  | 4  | 5  | 6  | 7  | 8  | 9  | 10 | 11 | 12 | 13 | 14 | 15 | 16 | 17 | 18 | 19 | 20 | 21 | 22 | 23 | 24 | 25 | 26 | 27 | 28 | 29 | 30 | 31 | 32 | 33 | 34 |
| --------- | -- | -- | -- | -- | -- | -- | -- | -- | -- | -- | -- | -- | -- | -- | -- | -- | -- | -- | -- | -- | -- | -- | -- | -- | -- | -- | -- | -- | -- | -- | -- | -- | -- | -- |
| Luogo     | C  | T  | C  | T  | C  | T  | C  | T  | T  | C  | T  | C  | T  | C  | T  | C  | T  | T  | C  | T  | C  | T  | C  | T  | C  | C  | T  | T  | C  | C  | T  | C  | T  | C  |
| Risultato | P  | V  | P  | N  | N  | P  | P  | N  | P  | V  | P  | P  | P  | V  | P  | V  | P  | P  | N  | P  | N  | P  | N  | P  | N  | N  | V  | P  | V  | N  | N  | V  | P  | P  |
| Posizione | 17 | 12 | 15 | 16 | 15 | 16 | 17 | 16 | 17 | 15 | 15 | 16 | 16 | 16 | 16 | 14 | 16 | 16 | 16 | 16 | 16 | 16 | 16 | 17 | 17 | 18 | 17 | 16 | 17 | 16 | 17 | 16 | 16 | 16 |

Legenda:

Luogo: C = Casa; T = Trasferta. Risultato: V = Vittoria; N = Pareggio; P = Sconfitta.

### Statistiche dei giocatori
| Giocatore      | Bundesliga | Bundesliga | Bundesliga  | Bundesliga | Coppa di Germania | Coppa di Germania | Coppa di Germania | Coppa di Germania | Coppa UEFA | Coppa UEFA | Coppa UEFA  | Coppa UEFA | Totale   | Totale | Totale      | Totale     |
| Giocatore      | Presenze   | Reti       | Ammonizioni | Espulsioni | Presenze          | Reti              | Ammonizioni       | Espulsioni        | Presenze   | Reti       | Ammonizioni | Espulsioni | Presenze | Reti   | Ammonizioni | Espulsioni |
| -------------- | ---------- | ---------- | ----------- | ---------- | ----------------- | ----------------- | ----------------- | ----------------- | ---------- | ---------- | ----------- | ---------- | -------- | ------ | ----------- | ---------- |
| J. Blažek      | 25         | 0          | 0           | 0          | -                 | -                 | -                 | -                 | 8          | 0          | 1           | 0          | 33       | 0      | 1           | 0          |
| D. Klewer      | 10         | 0          | 0           | 0          | 2                 | 0                 | 0                 | 0                 | -          | -          | -           | -          | 12       | 0      | 0           | 0          |
| A. Stephan     | -          | -          | -           | -          | -                 | -                 | -                 | -                 | -          | -          | -           | -          | -        | -      | -           | -          |
| J. Abardonado  | 10         | 0          | 0           | 0          | -                 | -                 | -                 | -                 | 1          | 0          | 0           | 0          | 11       | 0      | 0           | 0          |
| M. Beauchamp   | 12         | 0          | 1           | 0          | 1                 | 0                 | 0                 | 0                 | 3          | 0          | 3           | 0          | 16       | 0      | 4           | 0          |
| Gláuber        | 19         | 0          | 3           | 0          | 1                 | 0                 | 1                 | 0                 | 4          | 0          | 1           | 0          | 24       | 0      | 5           | 0          |
| L. Jacobsen    | 7          | 0          | 0           | 0          | -                 | -                 | -                 | -                 | -          | -          | -           | -          | 7        | 0      | 0           | 0          |
| M. Kammermeyer | -          | -          | -           | -          | 1                 | 0                 | 0                 | 0                 | -          | -          | -           | -          | 1        | 0      | 0           | 0          |
| J. Pinola      | 19         | 1          | 7           | 0          | -                 | -                 | -                 | -                 | 3          | 0          | 2           | 0          | 22       | 1      | 9           | 0          |
| D. Reinhardt   | 25         | 0          | 3           | 0          | 2                 | 0                 | 1                 | 0                 | 8          | 0          | 0           | 0          | 35       | 0      | 4           | 0          |
| R. Schmidt     | 8          | 0          | 2           | 0          | -                 | -                 | -                 | -                 | 2          | 0          | 0           | 0          | 10       | 0      | 2           | 0          |
| M. Špiranović  | 7          | 0          | 2           | 0          | -                 | -                 | -                 | -                 | 1          | 0          | 1           | 0          | 8        | 0      | 3           | 0          |
| A. Wolf        | 30         | 2          | 7           | 1          | 2                 | 0                 | 0                 | 0                 | 8          | 0          | 2           | 0          | 40       | 2      | 9           | 1          |
| M. Engelhardt  | 22         | 1          | 7           | 0          | 2                 | 0                 | 1                 | 0                 | 5          | 0          | 1           | 0          | 29       | 1      | 9           | 0          |
| T. Galásek     | 31         | 2          | 7           | 0          | 2                 | 0                 | 0                 | 0                 | 8          | 0          | 1           | 0          | 41       | 2      | 8           | 0          |
| L. Kling       | -          | -          | -           | -          | -                 | -                 | -                 | -                 | -          | -          | -           | -          | -        | -      | -           | -          |
| P. Kluge       | 22         | 3          | 7           | 0          | -                 | -                 | -                 | -                 | 7          | 1          | 1           | 0          | 29       | 4      | 8           | 0          |
| J. Kristiansen | 19         | 0          | 0           | 0          | 2                 | 0                 | 0                 | 0                 | 5          | 0          | 0           | 0          | 26       | 0      | 0           | 0          |
| M. Mintál      | 31         | 5          | 2           | 0          | 2                 | 0                 | 0                 | 0                 | 6          | 3          | 0           | 0          | 39       | 8      | 2           | 0          |
| Z. Misimović   | 28         | 10         | 2           | 0          | 2                 | 2                 | 1                 | 0                 | 6          | 1          | 1           | 0          | 36       | 13     | 4           | 0          |
| J. Mnari       | 21         | 0          | 2           | 0          | 2                 | 0                 | 0                 | 0                 | 4          | 0          | 0           | 0          | 27       | 0      | 2           | 0          |
| S. Szikal      | -          | -          | -           | -          | -                 | -                 | -                 | -                 | -          | -          | -           | -          | -        | -      | -           | -          |
| D. Vidošić     | 4          | 0          | 0           | 0          | -                 | -                 | -                 | -                 | -          | -          | -           | -          | 4        | 0      | 0           | 0          |
| N. Adler       | 13         | 0          | 1           | 0          | 1                 | 0                 | 0                 | 0                 | 3          | 0          | 0           | 0          | 17       | 0      | 1           | 0          |
| L. Benko       | 3          | 0          | 0           | 0          | -                 | -                 | -                 | -                 | 4          | 1          | 0           | 0          | 7        | 1      | 0           | 0          |
| A. Charisteas  | 24         | 6          | 1           | 0          | 1                 | 2                 | 0                 | 0                 | 6          | 3          | 0           | 0          | 31       | 11     | 1           | 0          |
| J. Koller      | 14         | 2          | 2           | 0          | -                 | -                 | -                 | -                 | 2          | 0          | 0           | 0          | 16       | 2      | 2           | 0          |
| I. Saenko      | 26         | 1          | 2           | 1          | 2                 | 0                 | 0                 | 0                 | 7          | 2          | 0           | 0          | 35       | 3      | 2           | 1          |
| R. Vittek      | 17         | 1          | 2           | 1          | 1                 | 3                 | 0                 | 0                 | -          | -          | -           | -          | 18       | 4      | 2           | 1          |
| C. Weber       | -          | -          | -           | -          | -                 | -                 | -                 | -                 | -          | -          | -           | -          | -        | -      | -           | -          |
| J. Kennedy     | 12         | 1          | 0           | 0          | 2                 | 1                 | 0                 | 0                 | 3          | 0          | 0           | 0          | 17       | 2      | 0           | 0          |
| C. Pagenburg   | 1          | 0          | 0           | 0          | -                 | -                 | -                 | -                 | 1          | 0          | 0           | 0          | 2        | 0      | 0           | 0          |